# 勝林寺
勝林寺（しょうりんじ）は岐阜県岐阜市木造町にある釈迦如来を本尊とする曹洞宗の寺院で、山号は青巌山。美濃新四国10番札所で、織田信長ゆかりの寺の一つ。

## 概要
小牧にて少林寺として創建されたと伝わるが、正確な年次は不詳。開山の鶴翁和尚は織田信長子息の手習いの師匠でもあった。永禄10年（1567年）織田信長が岐阜を攻略した後岐阜に移転し、戦勝を賀して少の字を勝に改めた。慶長5年（1600年）に岐阜城の戦いの余波で住持が殺害されて略奪を受け、荒廃した。元和8年（1622年）になり、正眼寺の天澤義恩により再興された。その後老朽化に伴い享和2年（1802年）に再建された。
1981年（昭和56年）度、クスノキ・ムクノキ・エノキが市指定保存樹に指定されている。